# ظاهریه، ادلب
ظاهریه (به عربی: الظاهریة) یک روستا در سوریه است که در ناحیه مرکزی اریحا واقع شده‌است. ظاهریه ۲۹۶ نفر جمعیت دارد.